# Dřevěné kostely v jižním Malopolsku
Dřevěné kostely v jižním Malopolsku (polsky: Drewniane kościoły Południowej Małopolski) je skupina katolických kostelů postavených z horizontálně uložených kmenů.
Historicky cenné a architektonicky zajímavé dřevěné kostely se nacházejí v Malopolsku. Nejstarší z nich je ze 14. století. Dochovaly se v původním stavu a tím jsou po skandinávských stavkirken druhými nejstaršími kostely tohoto druhu. Architektonický styl zahrnuje gotiku, renesanci i baroko. V roce 2003 bylo šest kostelů ležících v jižním Malopolsku zapsaných do seznamu světového dědictví UNESCO.

## Kostely zapsané na seznamu UNESCO
| Kód dle UNESCO | Obec             | Název                                         | Přesné souřadnice                |
| -------------- | ---------------- | --------------------------------------------- | -------------------------------- |
| 1053-001       | Binarowa         | Kościół św. Michała Archanioła                | 49°45′26″ s. š., 21°13′39″ v. d. |
| 1053-002       | Blizne           | Kościół Wszystkich Świętych                   | 49°45′2″ s. š., 21°58′35″ v. d.  |
| 1053-003       | Dębno            | Kościół św. Michała Archanioła                | 49°27′59″ s. š., 20°12′43″ v. d. |
| 1053-004       | Haczów           | Kościół Wniebowzięcia Najświętszej Mary Panny | 49°40′13″ s. š., 21°53′24″ v. d. |
| 1053-005       | Lipnica Murowana | Kościół św. Leonarda                          | 49°51′38″ s. š., 20°31′49″ v. d. |
| 1053-006       | Sękowa           | Kościół św. Filipa i św. Jakuba               | 49°37′50″ s. š., 21°11′10″ v. d. |

## Fotogalerie

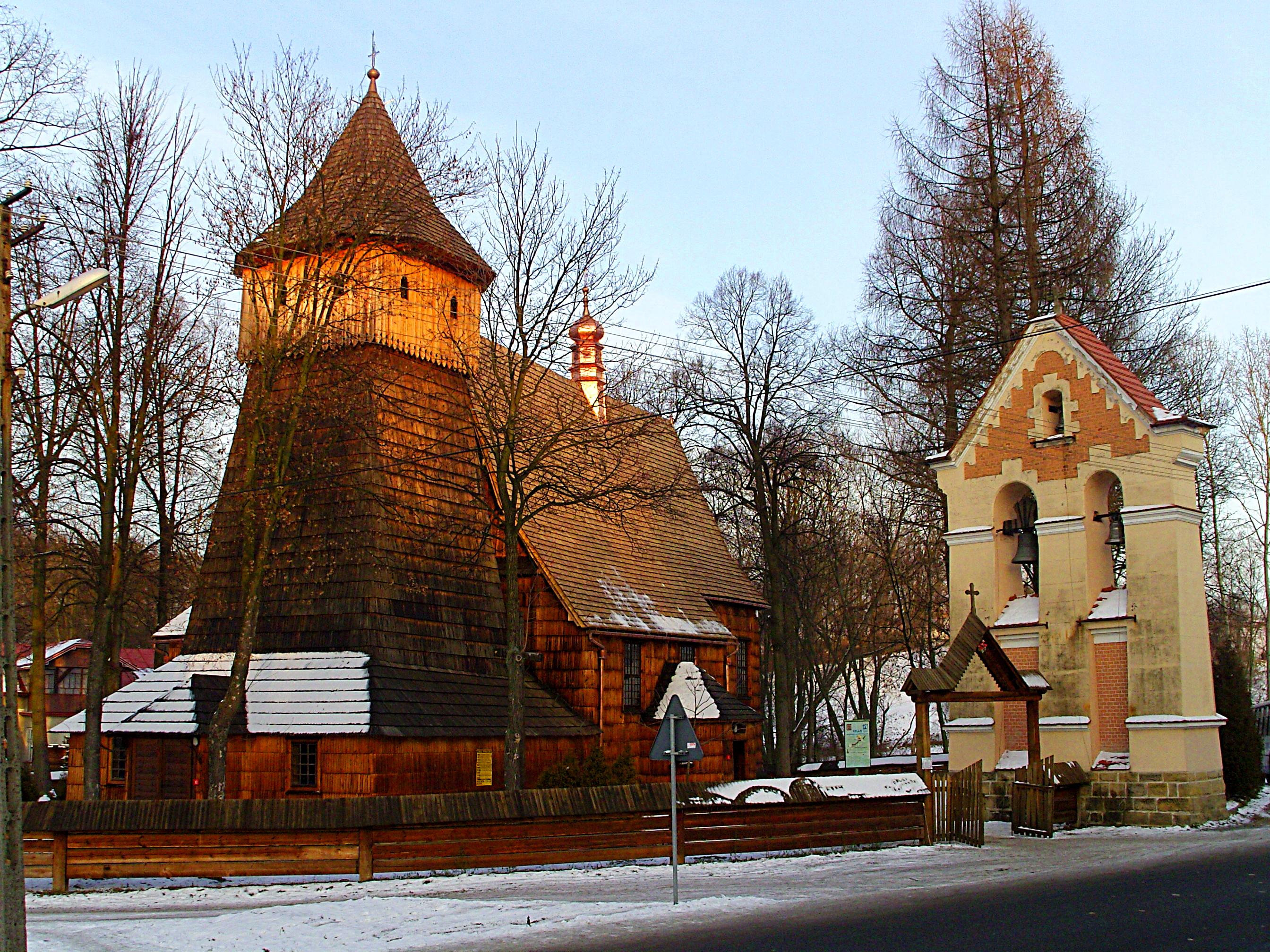
Binarowa
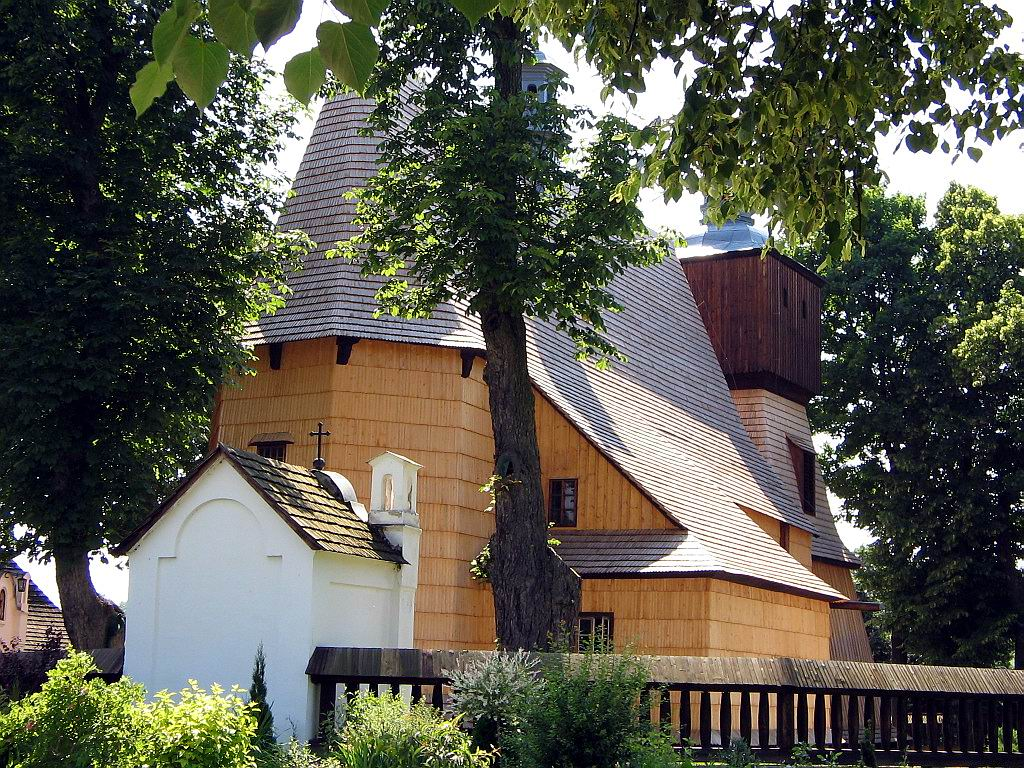
Blizne
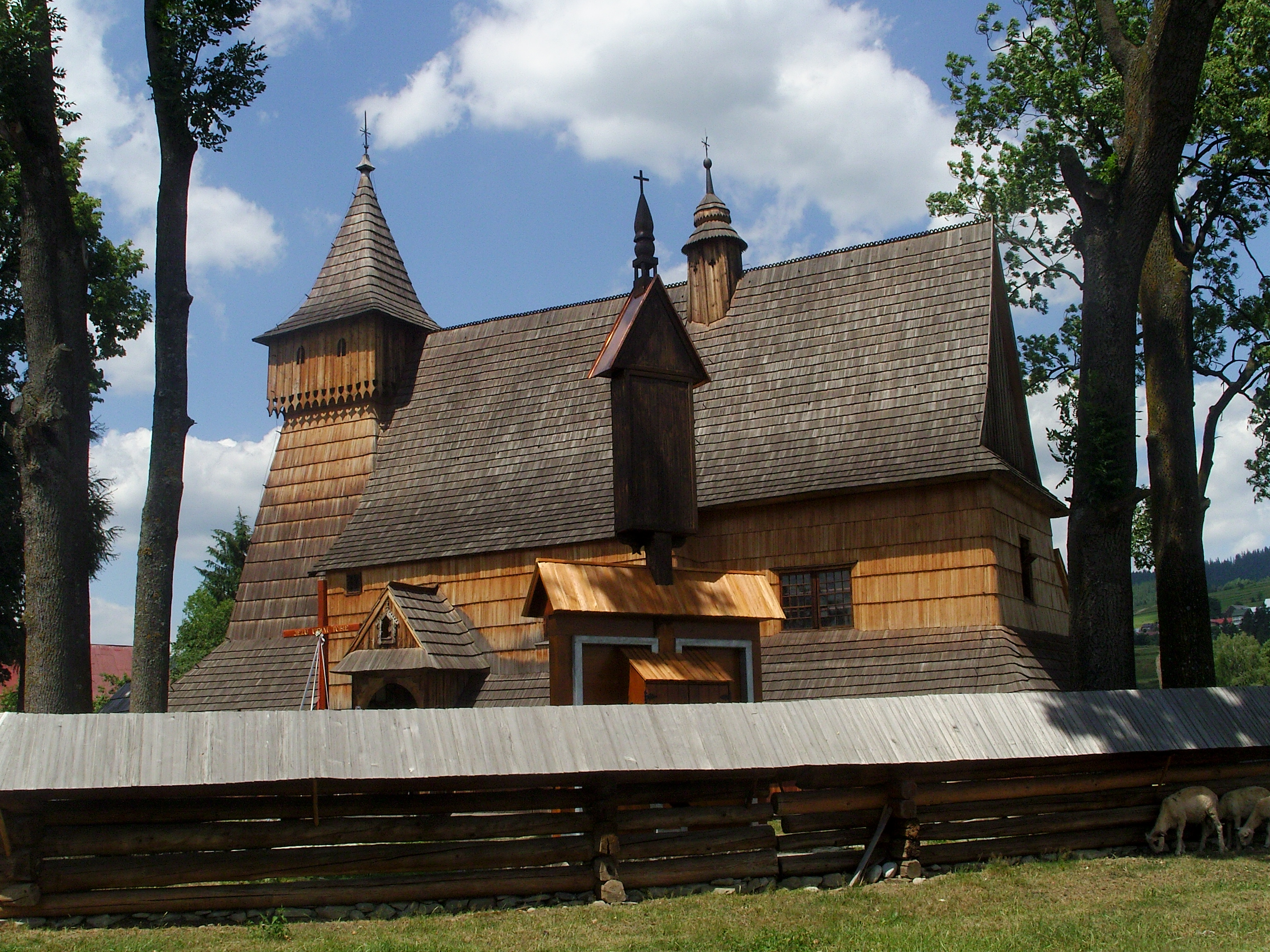
Dębno
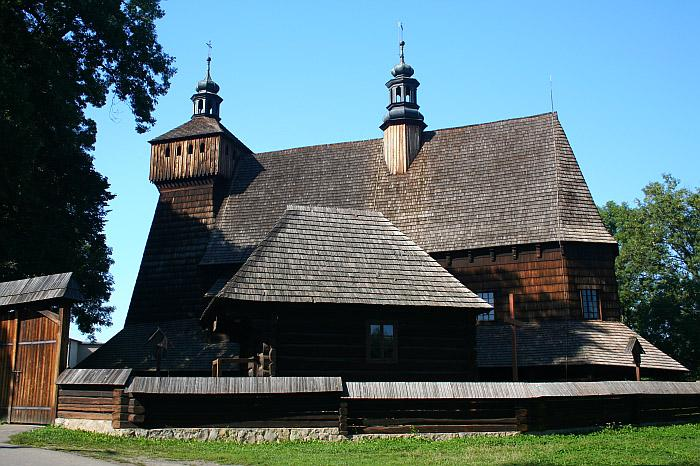
Haczów
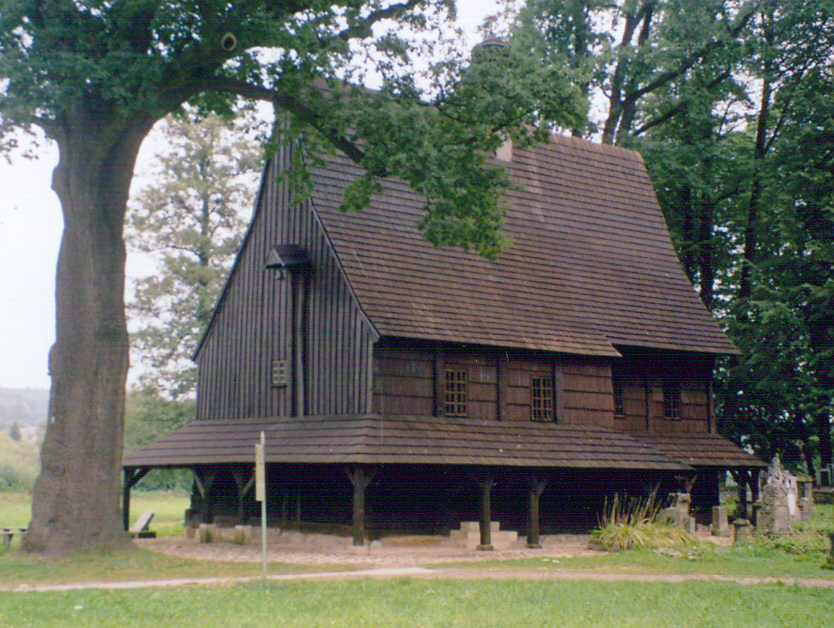
Lipnica Murowana
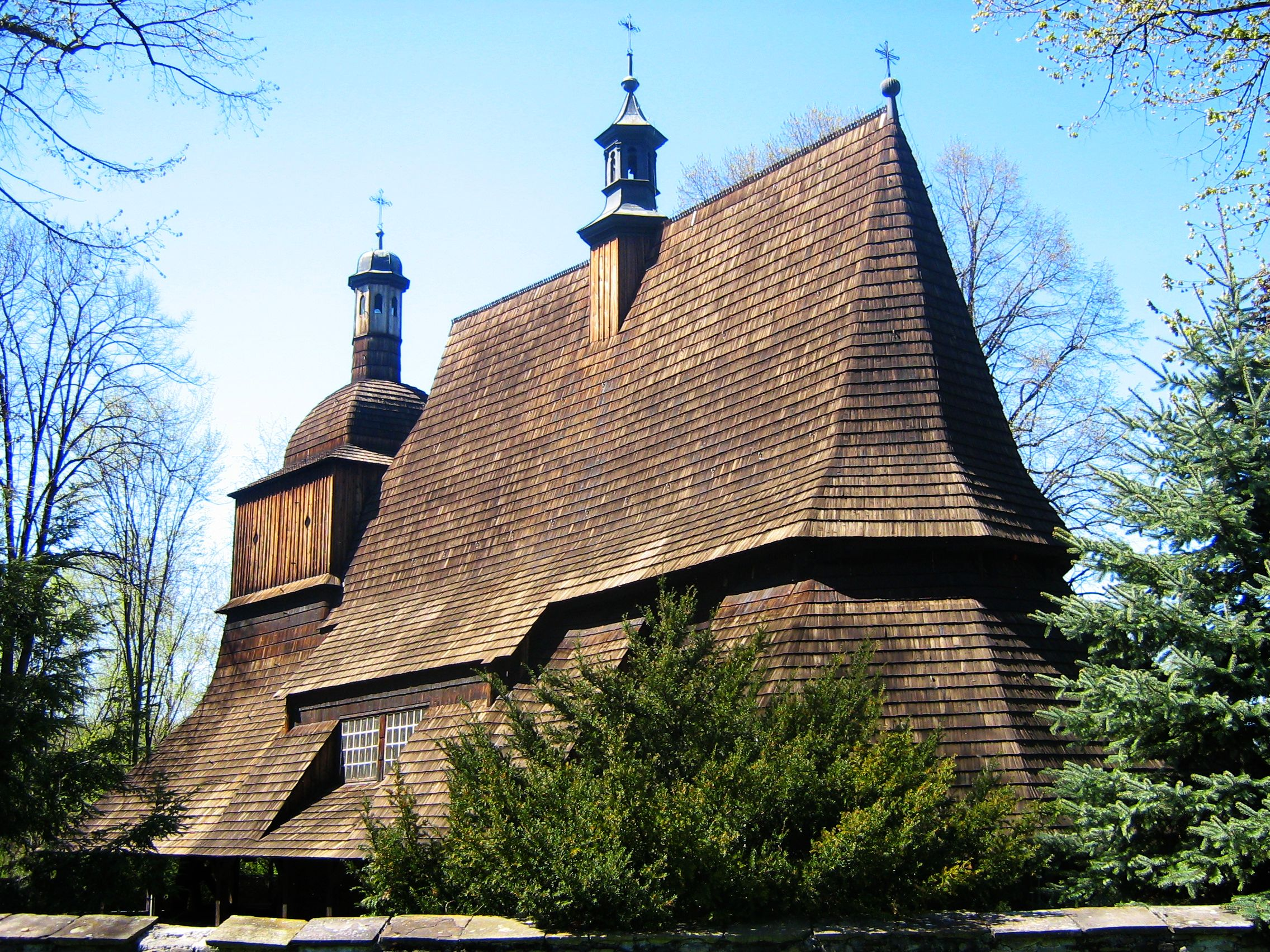
Sękowa